# 罗谢尔·吉尔摩
罗谢尔·吉尔摩（英語：Rochelle Gilmore，1981年12月14日—），澳大利亚女子自行车运动员。她曾代表澳大利亚参加2002年、2006年和2010年英联邦运动会自行车比赛，获得一枚金牌和二枚银牌。